# Acanthurus coeruleus
Acanthurus coeruleus är en fiskart som beskrevs av Bloch och Schneider, 1801. Acanthurus coeruleus ingår i släktet Acanthurus och familjen Acanthuridae. IUCN kategoriserar arten globalt som livskraftig. Inga underarter finns listade i Catalogue of Life.

## Bildgalleri

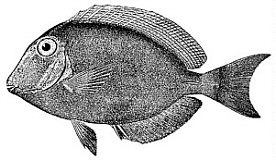
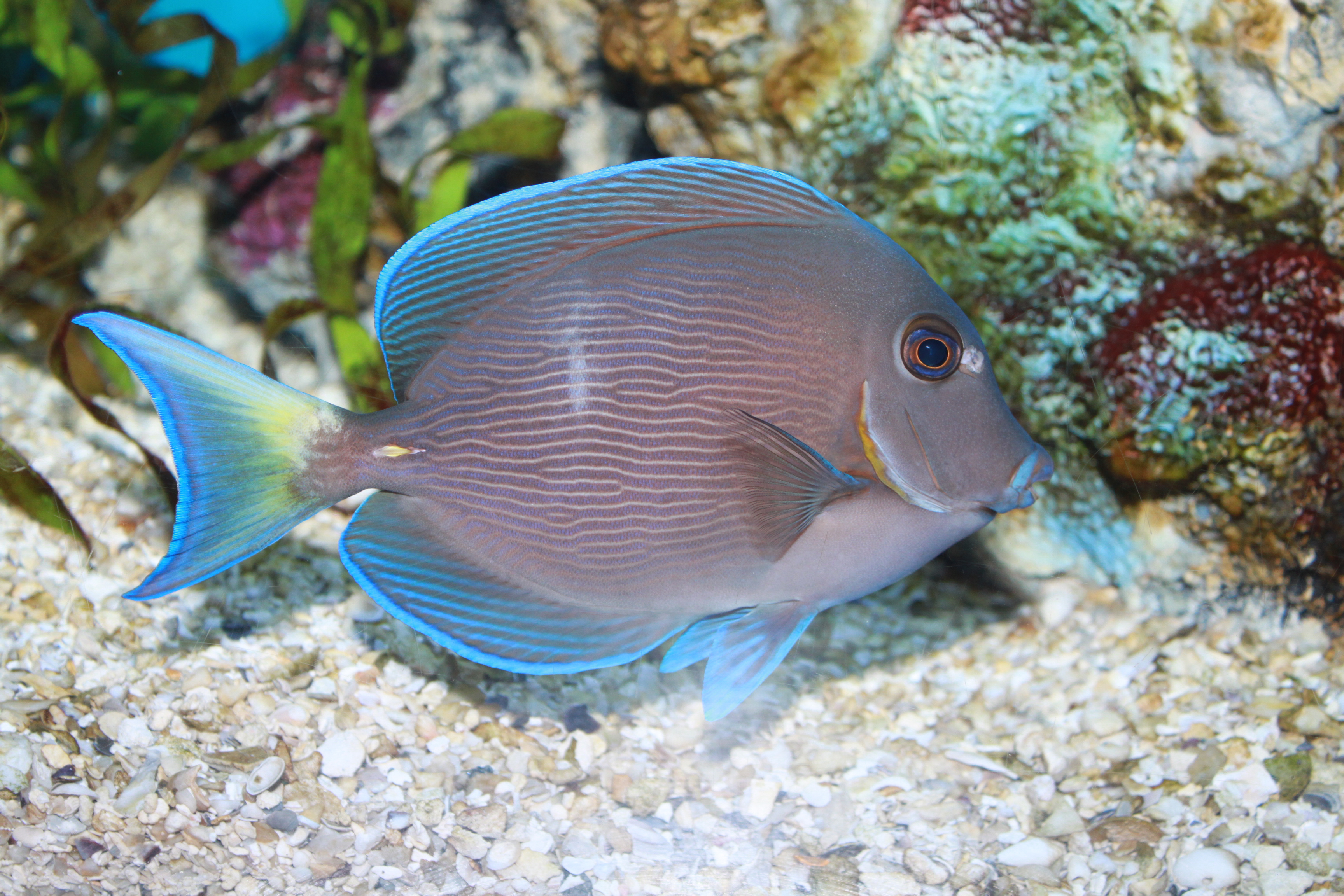
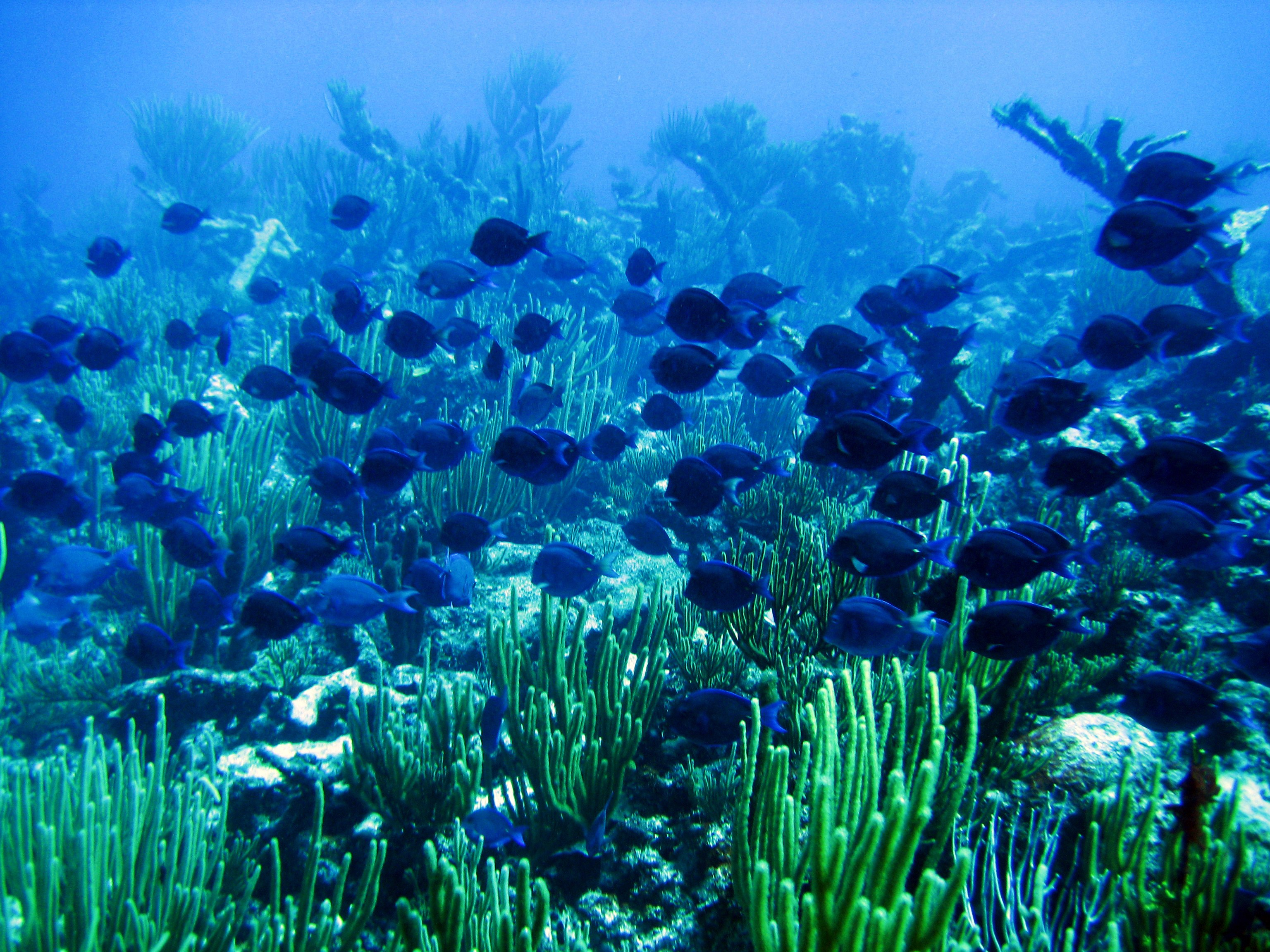
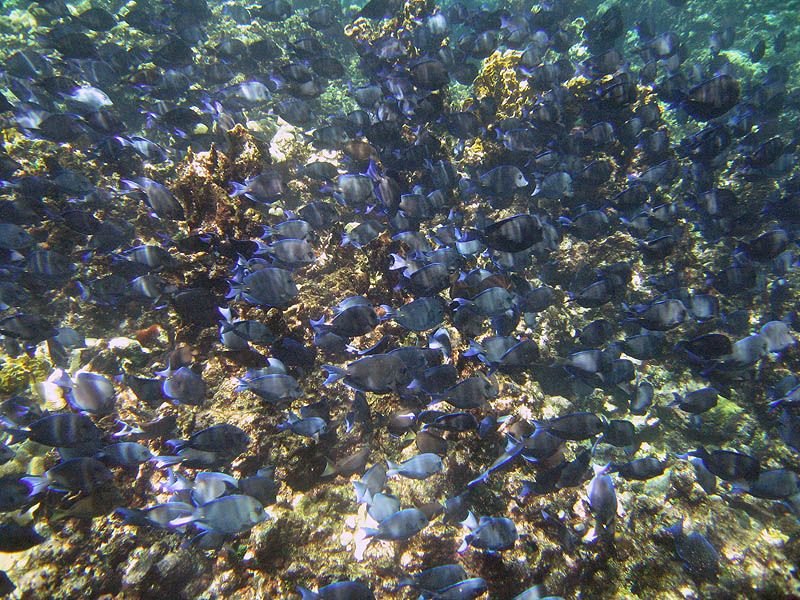
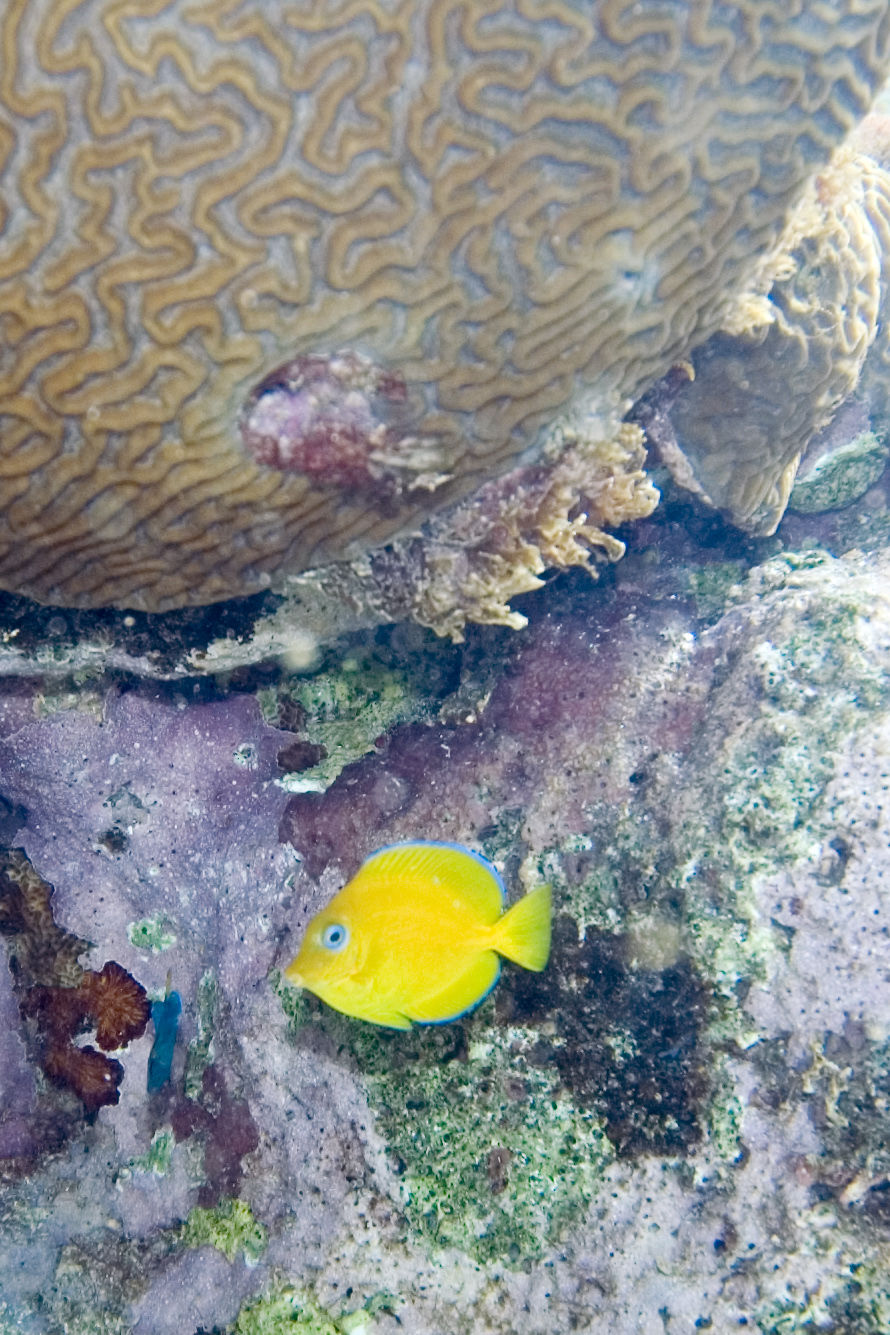
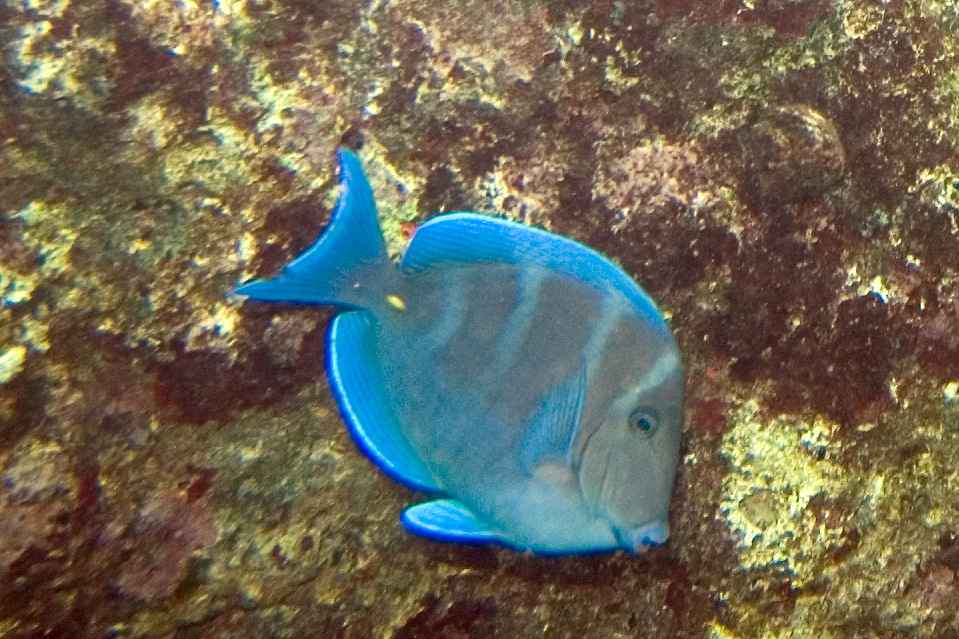